# Théorie de la forme marchandise

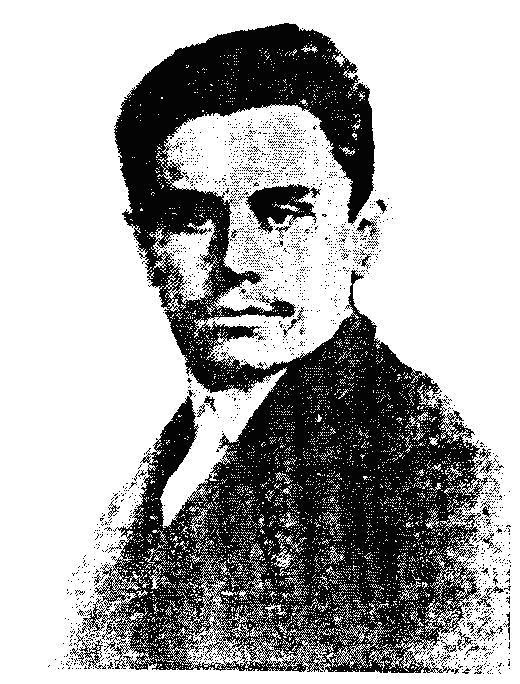
E. B. Pachoukanis

La théorie de la forme marchandise est une théorie du droit à point de vue marxiste élaborée par Evgueni Pachoukanis, selon laquelle le droit dans son sens moderne est intrinsèquement lié au fétichisme de la marchandise et est donc caractéristique du mode de production capitaliste. 

## Concept
Pachoukanis considère la forme juridique comme une structure historiquement spécifique de régulation des relations sociales, tout comme le capitalisme est une forme historiquement spécifique de production. Il soutient que c'est sous le capitalisme que la forme juridique s'épanouit dans toute son hégémonie et sa sophistication. Il reconnaît toutefois que le droit existait avant le capitalisme.
Pachoukanis cherche à expliquer le caractère de classe des règles juridiques. Il affirme que le sujet juridique et la forme juridique résultent de l'abstraction des relations sociales, abstraction qui se produit par l'échange de marchandises. Il souligne que la généralisation de la production de marchandises conduit à une forme juridique où chaque individu devient un sujet juridique abstrait avec la capacité de posséder des droits. Ainsi, la relation entre l'échange de marchandises et le sujet juridique est étroite, car les relations sociales d'échange nécessitent une certaine forme de régulation juridique adaptée à cette généralité. Il souligne que la forme juridique peut être remplie de divers contenus, mais reste fondamentalement liée à l'échange de marchandises.
Selon cette théorie, le droit et l'État devraient disparaître avec la réalisation de la société communiste et donc également en URSS. Par cette idée, Pachoukanis rejoignait la position d'un autre juriste soviétique de premier plan, Pēteris Stučka, et s'opposait à la position de Vyshinski, qui préconisait le renforcement de la « légalité socialiste ».